# GameRevolution
GameRevolution (formalmente Game-Revolution) es un sitio web referente a los videojuegos creado en 1996. Su sede reside en Berkeley, California. El sitio incluye reseñas, lanzamientos, zona de descargas, trucos, una tienda virtual, así como webcómics, capturas de pantalla y videos. La sección de artículos destacados del sitio incluye artículos satirizando a Jack Thompson, E³, bombos circundantes de consolas de la siguiente generación y controversias de videojuegos. Las apariciones en cameo de escritores incluyen a Brian Clevinger de 8-Bit Theater y Scott Ramsoomair de VG Cats. El sitio también participa en campañas mercantiles de videojuegos, incluyendo Gauntlet: Seven Sorrows.

## Historia de la empresa
La corporación Net Revolution, Inc. fue fundada en abril de 1996 en California por Duke Ferris como una compañía accionista y como publicador del sitio web de GameRevolution. Ferris sirvió como presidente de la empresa hasta que fue adquirida en 2005 por Bolt Media.

### Electronic Entertainment Expo
El personal de GameRevolution son jueces anuales en la Electronic Entertainment Expo. Duke Ferris regresó para calificar al show de 2008. Quizá el año más influyente para GameRevolution en E3 fue en 2000, en que invitaron a Jerry Holkins y a Mike Krahulik de Penny Arcade para ayudarlos. También otorgaron a Black & White el premio Best of E3.

### Compra por CraveOnline
Tras la quiebra de Bolt Media, Inc., el sitio de entretenimiento para hombres CraveOnline (una división de Atomic Online) compró GameRevolution por otra suma no revelada. Desde entonces, se ha integrado como parte de la comunidad CraveOnline sin dejar de ser un sitio popular por sí solo. La compra fue anunciada el 25 de febrero de 2008.

## Artículos destacados
La sección de artículos destacados (Featured) incluye comúnmente artículos sobre eventos de videojuegos importantes como la Nintendo Summit, y las congregaciones y exhibiciones personales y públicas de otros desarrolladores. Durante varios años, también ha incluido los premios GR a lo mejor y lo peor del año en videojuegos, además de tener guías de compras para la temporada navideña. También hay una serie de artículos extraños y únicos que describen fenómenos en la comunidad de jugadores, o simplemente, noticias interesantes para los jugadores.

### Controversia de Jack Thompson
En algún momento de agosto de 2005, Jack Thompson se puso en contacto con Lou Kerner de GameRevolution y le pidió que eliminara un icono de amigo de AIM "ofensivo" de un sitio afiliado de GameRevolution conocido como Bolt.com. Kerner cumplió y eliminó el ícono ofensivo de inmediato. Thompson vio la eliminación como una admisión de culpabilidad y se puso en contacto con la policía de Nueva York para que arrestaran a Kerner; sin embargo, no se tomó tal medida. Duke Ferris, otro empleado del sitio, escribió un artículo sobre el asunto y señaló con humor lo ridículo de toda la situación. Para recalcar este punto, incluso optó por presentar una imagen dibujada de manera primitiva en la que Thompson era devorado por un cocodrilo, y luego desafió a Thompson a que siguiera adelante y lo arrestara.